# Karl Laube
Karl Laube (* 16. Januar 1897 in Grünberg, Provinz Schlesien; † 21. Juni 1973) war ein deutscher Politiker (KPD/SED) und Widerstandskämpfer gegen den Nationalsozialismus.

## Leben
Der ausgebildete Elektroschweißer Laube trat 1923 der Kommunistischen Partei Deutschlands (KPD) bei. 1927/1928 fungierte er als  Vorsitzender der KPD-Ortsgruppe in Grünberg. Er war zeitweise auch Politischer Leiter des KPD-Unterbezirks Schlesien und Mitglied der Bezirksleitung der KPD Schlesien. Von 1927 bis 1933 war er Stadtverordneter in Grünberg sowie Mitglied des Provinziallandtages Schlesien. Auch bei den Kommunalwahlen im März 1933 wurde Karl Laube zusammen mit den Kommunisten Fritz Laube und Georg Kraft in den Grünberger Stadtrat gewählt. Sie konnten jedoch ihre Mandate nicht antreten, da sie bereits inhaftiert waren.
Während der NS-Zeit betätigte sich Laube weiterhin illegal für die KPD. Er war mehrfach inhaftiert, zuletzt 1944 im KZ Groß Rosen.
Nach Ende des Zweiten Weltkrieges war Laube zunächst als Landrat und Ortsbürgermeister tätig. Nach Übersiedlung in die SBZ wurde er dann Sekretär der KPD-Kreisleitung Westprignitz. Von August 1945 bis Februar 1947 war er Oberlandrat der Provinzialregierung der Mark Brandenburg.
Auf der gemeinsamen Konferenz von KPD und SPD des Kreises Westprignitz und der Stadt Wittenberge am 24. März 1946 in Perleberg wurde Laube neben Emil Klein zum paritätischen Kreisvorsitzenden der neugegründeten SED Westprignitz gewählt. Das Amt des Kreisvorsitzenden bzw. des Ersten Sekretärs des Kreisvorstandes hatte Laube bis 1950 inne. 1954/55 fungierte er als Zweiter Vorsitzender der SED-Kreisleitung Brandenburg/Havel-Land. Von 1955 bis 1973 war Laube Mitglied der Bezirksrevisionskommission der SED Potsdam, von 1958 bis 1963 auch deren Vorsitzender. Von 1958 bis 1973 war er zudem Mitglied der Zentralen Revisionskommission der SED.

## Ehrungen
- Vaterländischer Verdienstorden in Bronze (1960) und in Silber (1962)
- Ehrenspange zum Vaterländischen Verdienstorden in Gold (1972)